# María José Rodríguez Fórtiz
María José Rodríguez Fórtiz (Montefrío, 16 de diciembre de 1967) es una informática y profesora española, actualmente Profesora Titular de Universidad en el departamento de Lenguajes y Sistemas Informáticos de la Universidad de Granada.

## Biografía
Se licenció en la primera promoción (1985-1990) de la Licenciatura en Informática de la Escuela Técnica Superior de Ingenierías Informática y de Telecomunicación de la Universidad de Granada. Posteriormente se doctoró en Informática en la Universidad de Granada en el año 2000 con su trabajo "Evolución del Software: Una Formalización Basada en Lógica Temporal de Predicados y Redes de Petri Coloreadas" tutorizado por José Parets Llorca.
Su línea de trabajo se centra en la Ingeniería de Software y la aplicación de las Tecnologías de la Información a las necesidades especiales, la salud y el estudio de la fragilidad en personas mayores. En particular, está especializada en la accesibilidad del software, su usabilidad y la adaptación al usuario, teniendo en cuenta tanto su perfil como la información contextual proveniente de sensores, dispositivos móviles e Internet de las Cosas. Ha contado con expertos en medicina, psicología, servicios sociales y educación para sus proyectos y contratos de transferencia.
Tiene más de 80 publicaciones científicas. entre las que se destaca "Mobile learning technology based on iOS devices to support students with special education needs" con más de 400 citas Ha obtenido una patente “Método y Sistema de Coordinación de Sistemas Software Basado en Arquitecturas Multiparadigma”, actualmente en explotación por parte de la spin-off: Everyware Technologies, así como también 10 registros de propiedad intelectual relacionados con sus temas de investigación

## Divulgación
Ha participado en varios eventos divulgativos dando charlas y conferencias a estudiantes de diversas niveles educativos, entre las que se incluyen:
- Feria de las ingenierías 2021: Informática para educación especial[11]
- Taller de Expertos sobre “Accesibilidad Cognitiva”[12][13]
- Noche Europea de los Investigadores[14]
- Jornada de puertas abiertas del Parque de las Ciencias 2011[15]

## Transferencia
Ha presentado varias herramientas para la asistencia de personas con necesidades especiales, entre las que se incluyen:
- Iniciativa "Infinitas Historias", una aplicación destinada a la creación de historias sociales[16]
- VIVEmbarazo, una aplicación que ofrece pautas a madres y padres para gestionar el estrés, cuidar su dieta y ejercicio y comunicarse con su futuro bebé[17][18]
- UGRQR, una aplicación inclusiva y accesible para desplazarse por la Facultad de Traducción e Interpretación y la Escuela Técnica Superior de Ingenierías Informática y de Telecomunicación de la UGR[19][20]
- VIRTRAEL, una plataforma Virtual de Evaluación e Intervención Cognitiva en Mayores[21]
- Sc@ut, un proyecto cuya finalidad es mejorar la capacidad comunicativa del colectivo de personas con necesidades educativas especiales[22][23]

## Premios y reconocimientos
- El proyecto Sc@ut ha recibido el Primer Premio Ángel Rivière en el 2009 en la categoría Experiencias o Prácticas profesionales innovadoras, concedido por la Asociación Española de Profesionales del Autismo (AETAPI) en colaboración con la Obra Social de Caja Madrid.[24]